# 警察局副局長 (英國)

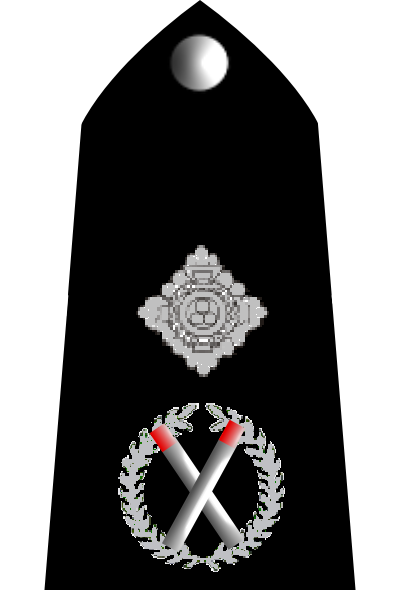
警察局副局長臂章

警察局副局長（英語：Deputy chief constable，簡稱：DCC），是英國各執法機構內第二高的職位（倫敦警察廳及倫敦市警察除外，同等的職位分別是副助理總監（deputy assistant commissioner）和助理總監（assistant commissioner），但臂章基本相同），權力在助理警察局長（assistant chief constable）之上。英國鐵路警察、英國國防部警察、英國民用核能警察和曼島警察都各有一名警察局副局長。直到2006年，各機構都只可以聘請一名警察局副局長。此限制隨《警察與司法法例》（Police and Justice Act 2006）的修改已經得到放寬。蘇格蘭警方是迄今惟一充分利用這修改的機構，其編制於2013年增加至四名。警察局副局長的臂章為一枚巴斯勳章和一枚雙杖花環。